# Samuel (Sänger)

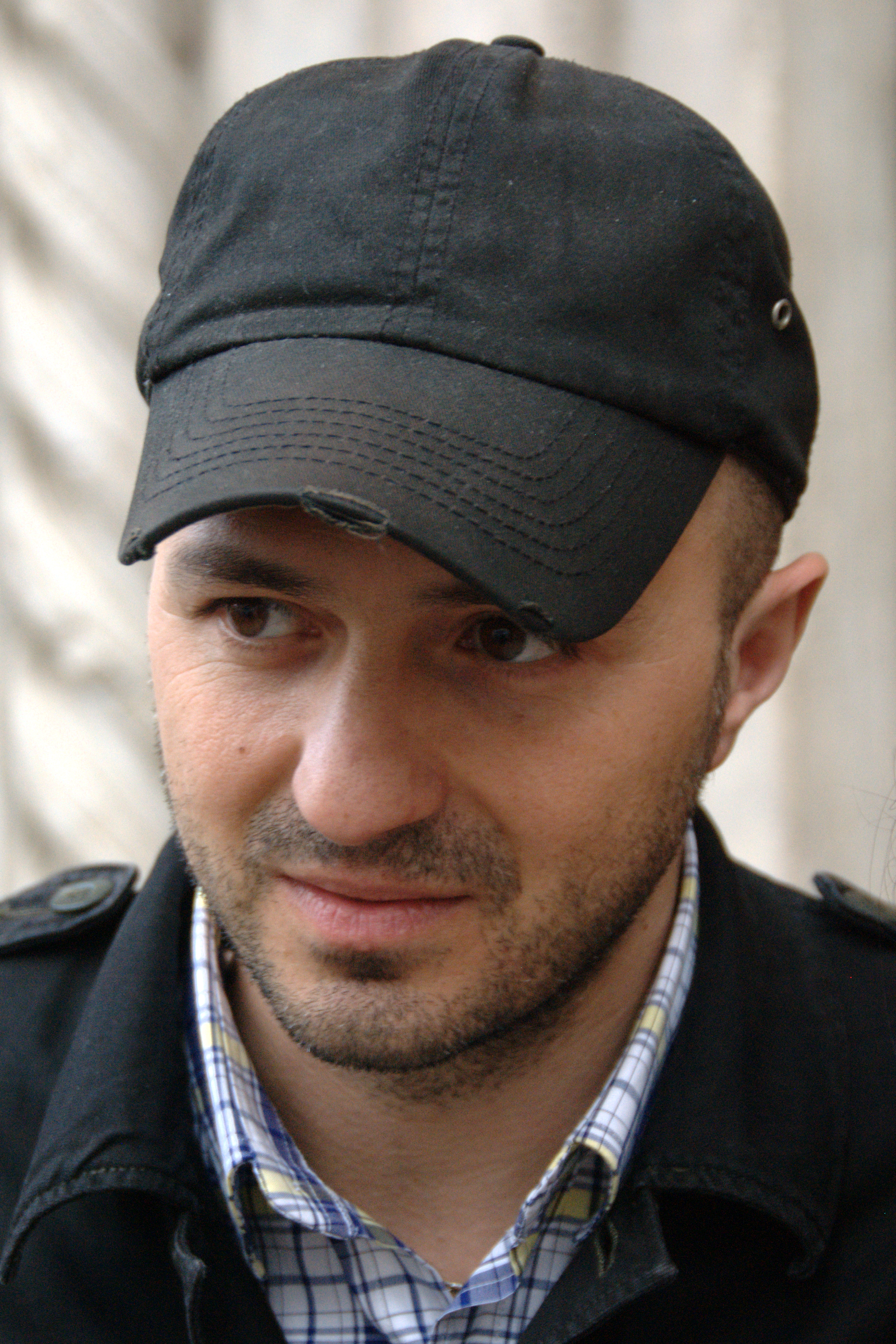
Samuel im Jahr 2010

Samuel (* 7. März 1972 in Turin als Samuel Umberto Romano) ist ein italienischer Musiker, der vor allem als Frontman der Band Subsonica bekannt wurde.

## Karriere
Zusammen mit Davide Dileo und Max Casacci gründete Romano 1996 die Elektropop-Gruppe Subsonica. Nach ersten Erfolgen, Konzerten und einer Sanremo-Teilnahme begann er ab 2000 außerdem mit DJ Pisti und dem Bassisten Pierfunk das Nebenprojekt Motel Connection.
Erst 2016, nach sieben Alben mit Subsonica, sechs mit Motel Connection und einer Reihe von Kollaborationen, kündigte der Musiker den Beginn seiner Solokarriere an. Seine ersten Singleveröffentlichungen waren La risposta und Rabbia. Beim Sanremo-Festival 2017 präsentierte er das Lied Vedrai, das im Finale den zehnten Platz erreichte. Im Anschluss erschien Samuels erstes Soloalbum Il codice della bellezza.

## Diskografie (solo)
Alben

| Jahr | Titel                    | Höchstplatzierung, Gesamtwochen, AuszeichnungChartsChartplatzierungen (Jahr, Titel, Platzierungen, Wochen, Auszeichnungen, Anmerkungen) | Anmerkungen |
| Jahr | Titel                    | IT | Anmerkungen |
| ---- | ------------------------ | --- | ----------- |
| 2017 | Il codice della bellezza | IT2 (17 Wo.)IT | Sony        |
| 2021 | Brigatabianca            | IT6 (2 Wo.)IT | Sony        |

Singles

| Jahr | Titel Album                          | Höchstplatzierung, Gesamtwochen, AuszeichnungChartsChartplatzierungen (Jahr, Titel, Album, Platzierungen, Wochen, Auszeichnungen, Anmerkungen) | Anmerkungen                                  |
| Jahr | Titel Album                          | IT | Anmerkungen                                  |
| ---- | ------------------------------------ | --- | -------------------------------------------- |
| 2016 | La risposta Il codice della bellezza | IT76 (1 Wo.)IT |                                              |
| 2017 | Vedrai Il codice della bellezza      | IT27 Gold · (8 Wo.)IT | Verkäufe: + 25.000                           |
| 2021 | Cinema –                             | IT94 Gold · (6 Wo.)IT | feat. Francesca Michielin Verkäufe: + 35.000 |

Weitere Singles
- Rabbia (2016)
- La statua della mia libertà (2017)
- La luna piena (2017)
- Ultra Pharum (mit Mannarino; 2018)

## Belege
1. ↑  Alben von Samuel. In: Italiancharts.com. Hung Medien, abgerufen am 4. April 2018.
2. ↑  Archivio classifiche Top Digital. FIMI, abgerufen am 24. April 2018 (italienisch).
3. 1 2  Certificazioni. FIMI, abgerufen am 13. September 2021 (italienisch).

| Personendaten    | Personendaten                            |
| ---------------- | ---------------------------------------- |
| NAME             | Samuel                                   |
| ALTERNATIVNAMEN  | Romano, Samuel Umberto (wirklicher Name) |
| KURZBESCHREIBUNG | italienischer Musiker                    |
| GEBURTSDATUM     | 7. März 1972                             |
| GEBURTSORT       | Turin                                    |